# Motorrad (Zeitschrift)
Motorrad (Eigenschreibweise MOTORRAD) ist eine Publikumszeitschrift für Motorradfahrer und -enthusiasten. Mit einer verkauften Auflage von 70.014 Exemplaren (laut IVW 1/2025) ist sie nach eigenen Aussagen Europas größte Publikumszeitschrift für dieses Zielpublikum. Sie erscheint 14-täglich im Verlag Motor Presse Stuttgart GmbH & Co. KG, der außerdem die motorradbezogenen Titel PS, Motorrad Classic und Fuel herausgibt. Chefredakteur ist Uwe Seitz.
Ein Alleinstellungsmerkmal des Blattes stellen die ausführlichen Tests der Motorräder in Einzel-, Vergleichs- und Dauertests über mehrere zehntausend Kilometer (Rubrik Test und Technik) dar. Weitere Rubriken sind Service, Gebrauchtkauf, Unterwegs (mit Reisebeschreibungen und -tipps), Magazin und Sport.

## Geschichte
Am 4. Oktober 1903 erschien im Breslauer Druck- und Verlagshaus Paul Förster die erste Ausgabe von Das Motorrad – die illustrierte Zeitschrift für die Gesamtinteressen der Motor-Radfahrer, ab 1907 dann unter dem Titel Der Motor – Gemeinschaftsorgan für Motorrad und Motorwagen. Mit dem Ausbruch des Ersten Weltkriegs 1914 wurde die Zeitschrift eingestellt.
Nach einigen erfolglosen Versuchen der Wiederbelebung übernahm 1920 das Berliner Verlagshaus Georg Koenig den Titel Das Motorrad. Unter der Leitung von Paul Friedmann erlebte die Zeitschrift einen Aufschwung. 1929 wurde die Erscheinungsweise von zweiwöchentlich auf wöchentlich umgestellt.
1933 unterlag auch Das Motorrad der nationalsozialistischen „Gleichschaltung“; Dipl.-Ing. Paul Friedmann wurde wegen seiner jüdischen Herkunft als Chefredakteur durch den regimetreuen Gustav Müller ersetzt. Dreieinhalb Jahre nach dem Beginn des Zweiten Weltkriegs, am 20. März 1943, wurde der Titel eingestellt. Abonnenten erhielten stattdessen die vom NSKK herausgegebene Deutsche Kraftfahrt, die formal als sogenanntes Gemeinschaftsblatt bereits die DDAC-Motorwelt, die Allgemeine Automobilzeitung (AAZ) sowie Motor und Sport – einer der Vorläufer von Auto, Motor und Sport – in sich vereinigte und bis 1944 erschien.
Im Jahr 1949 kaufte Paul Pietsch, Mitbegründer der Motor Presse Stuttgart, die Rechte am Titel Das Motorrad für 3000 Deutsche Mark; noch im selben Jahr erschien die erste Ausgabe, insgesamt erschienen 1949 zehn Ausgaben. Im folgenden Jahr zog der Verlag von Freiburg im Breisgau nach Stuttgart; zunächst war wieder Gustav Müller bis zu seinem Tod 1950 Chefredakteur, ab 1950 Carl Hertweck. 1951 wurde die Erscheinungsweise von „zweimal im Monat“ auf „14-täglich“ umgestellt. 1954 änderte sich ab Heft 11 der Titel in Das Motorrad + der Roller – aber nur bis Ende 1954. Die Auflage erreichte mit 60.000 Heften neue Größenordnungen. 1958 übernahm Siegfried Rauch die Chefredaktion, die er bis 1976 innehatte – somit hatte er diese Funktion länger als alle anderen Chefredakteure seit 1949; Hertweck wechselte zum Scope-Journal – eine der ersten Kennziffer-Zeitschriften auf dem deutschen Markt.
Ab Ende der 1950er Jahre befand sich die westdeutsche Motorradindustrie generell in einer Krise, da nun viele Fahrer zum komfortableren Auto aufsteigen wollten. Die Auflage von Das Motorrad erreichte mit 30.000 Heften einen Tiefstand, der bis Mitte der 1960er Jahre anhielt.
Mit dem etwa 1970 einsetzenden Motorrad-Boom stieg auch die Auflage und erreichte 1976 eine Rekordauflage von 250.000 Heften; das „Das“ war im Titel inzwischen weggefallen.
Weitere Chefredakteure waren Helmut Luckner (1976–1983), Karl Maurer (1983–1985), Hans Joachim Nowitzki (1985–1989), Friedhelm Fiedler (1989–1996) und Walter Gottschick (bis 1999).
Seit 1997 ist die Zeitschrift mit ihrer Webpräsenz auch im Internet vertreten.
| 1998   | 1999   | 2000   | 2001 | 2002   | 2003   | 2004   | 2005   | 2006   | 2007   | 2008   | 2009   | 2010   | 2011   | 2012   | 2013   | 2014   | 2015   | 2016  | 2017  | 2018  | 2019  | 2020  | 2021  | 2022  | 2023  | 2024  |
| ------ | ------ | ------ | ---- | ------ | ------ | ------ | ------ | ------ | ------ | ------ | ------ | ------ | ------ | ------ | ------ | ------ | ------ | ----- | ----- | ----- | ----- | ----- | ----- | ----- | ----- | ----- |
| 182414 | 182279 | 183216 |      | 149048 | 154864 | 146964 | 145555 | 137915 | 136632 | 124795 | 117422 | 107907 | 105283 | 103929 | 103710 | 101642 | 101360 | 97932 | 99244 | 89420 | 92220 | 85402 | 82843 | 76592 | 71221 | 73226 |

| 1998  | 1999  | 2000  | 2001 | 2002  | 2003  | 2004  | 2005  | 2006  | 2007  | 2008  | 2009  | 2010  | 2011  | 2012  | 2013  | 2014  | 2015  | 2016  | 2017  | 2018  | 2019  | 2020  | 2021  | 2022  | 2023  | 2024  |
| ----- | ----- | ----- | ---- | ----- | ----- | ----- | ----- | ----- | ----- | ----- | ----- | ----- | ----- | ----- | ----- | ----- | ----- | ----- | ----- | ----- | ----- | ----- | ----- | ----- | ----- | ----- |
| 89434 | 86236 | 90458 |      | 82056 | 86265 | 82684 | 79739 | 78127 | 74107 | 68603 | 62583 | 59365 | 55438 | 52437 | 51962 | 50807 | 51147 | 49049 | 47763 | 45386 | 45485 | 43717 | 43031 | 39024 | 35961 | 35181 |

## Motorrad des Jahres
Einmal jährlich ermittelt die Zeitschrift mit Hilfe ihrer Leser das „Motorrad des Jahres“. Im Jahr 2017 bestimmen die Leser in folgenden Kategorien jeweils ihren Favoriten unter einer Vorauswahl: Tourer/Sporttourer, Sportler, Chopper/Cruiser, Enduros/Supermotos, Crossover, Naked Bikes, Modern Classics, 125er und Roller.

## Aprilscherze
Traditionell druckt die Zeitschrift jedes Jahr auf der Nachrichtenseite ihrer ersten Aprilausgabe einige Aprilscherze ab. Meist scheinen manche davon zunächst glaubwürdig und werden erst durch andere, offensichtlich absurde Nachrichten erkennbar. So stand in der Ausgabe vom 28. März 2008, dass es ein neues Reifen-Profilspray gebe, das eine neue Gummischicht auf abgefahrenen Reifen bilde.
2007 wurde die Meldung, Motorräder müssten in Zukunft vier Rückspiegel haben, sogar von verschiedenen Tageszeitungen übernommen und gedruckt.

## Sonstiges
Es hat im deutschen Sprachraum weitere Zeitschriften mit dem Titel „Das Motorrad“ gegeben.